# Lanka (India)
Lanka is een dorp in het district Hojai van de Indiase staat Assam. 

## Demografie
Volgens de Indiase volkstelling van 2001 wonen er 34.386 mensen in Lanka, waarvan 52% mannelijk en 48% vrouwelijk is. De plaats heeft een alfabetiseringsgraad van 73%. 